# Betty Boop's Bamboo Isle
Betty Boop's Bamboo Isle es un corto de animación estadounidense de 1932, de la serie de Betty Boop. Fue producido por los estudios Fleischer y distribuido por Paramount Pictures. En él aparecen Betty Boop y Bimbo.

## Argumento
Bimbo surca los mares tropicales en su barca, a ritmo de ukelele. Cuando llega a una isla conoce a Betty, con la piel más oscura de lo normal, y le canta una canción mientras navegan por un río en canoa.
Ya en medio de la jungla y ante el acoso de un grupo de aborígenes, Bimbo se tizna la cara y se hace pasar por uno de ellos. En dicha confusión, es tomado por un gran personaje y agasajado por la tribu con bailes y cánticos. También Betty baila para él en la playa, con el mar de fondo, un sensual hula.
Una repentina tormenta descubrirá el engaño de Bimbo.

## Realización
Betty Boop's Bamboo Isle es la cuarta entrega de la serie de Betty Boop y fue estrenada el 23 de septiembre de 1932.
El corto empieza con la actuación en imagen real de The Royal Samoans, un grupo de música folklórica samoana, y el baile de Miri. Este baile fue rotoscopiado para ser usado en la escena de baile de Betty. Esta excelente escena de baile fue posteriormente incluida en el corto recopilatorio Betty Boop's Rise to Fame (1934).